# André Midani
André Haidar Midani (Damasco, 25 de setembro de 1932 — Rio de Janeiro, 13 de junho de 2019) foi um profissional do mercado fonográfico brasileiro considerado um dos nomes mais importantes da indústria fonográfica brasileira dos anos 60 aos 90. Nascido na Síria, foi morar na França aos três anos de idade. Atuou no Brasil, na América Latina e na cidade de Nova York, Estados Unidos.
| “                    | "A canção, e não mais o disco inteiro, tinha que ter começo, meio e fim, e se transformar num 'jingle da vida' durante os três minutos de sua existência... Todas as estações de rádio foram obrigadas a tocar a mesma música, 'música de trabalho', e o preço do jabá foi à estratosfera." | ” |
| — André Midani, 2008 | |   |

## Biografia
Foi criado para ser confeiteiro, porém a carreira profissional de Midani teve início em 1952, na gravadora Decca, na França. Iniciou na empresa como apontador de estoque, chegando a vendedor, mas destacou-se mesmo posteriormente, numa profissão que ainda não existia, a de descobridor de projetos fonográficos.
Por causa da guerra da Argélia, Midani mudou-se para o Brasil em 1955. Um dia após sua chegada ao país, procurando por gravadoras nas Páginas Amarelas, interessou-se pela Odeon Records. Porém, como ainda não tinha fluência no português, tentou se comunicar em inglês com a telefonista, que, confundindo-o com algum funcionário da matriz européia, transferiu sua ligação para a sala da presidência da empresa. Nessa ligação, Midani acabou conseguindo agendar uma entrevista, que lhe valeu um emprego cujo objetivo era o lançamento do selo Capitol Records no Brasil.
A princípio, seu trabalho era lançar as estrelas internacionais do selo, mas a partir de 1957 começou a se envolver mais com a música nacional, até virar um personagem importante no lançamento da bossa nova no país. Midani rapidamente sentiu que faltavam no país músicas voltadas para jovens, coisa bastante comum na França e nos Estados Unidos, com cantores como Charles Aznavour, Gilbert Bécaud, Juliette Greco, Elvis Presley, Bill Haley, entre outros.
Midani entrou em contato com a bossa nova através do fotógrafo Chico Pereira, que lhe apresentou Carlos Lyra, Roberto Menescal, Nara Leão, Ronaldo Bôscoli e Oscar Castro Neves, entre outros. Já João Gilberto lhe foi apresentado por Dorival Caymmi. Nessa época, o maestro Tom Jobim já era conhecido pelos arranjos que fazia para a Rádio Nacional, porém ainda não por suas composições. Rapidamente Midani identificou que ali estava a música ideal para a juventude brasileira.
O lançamento da bossa nova no mercado nacional surgiu da parceria feita com Aloysio Oliveira. Como o próprio Midani diz: “Se houve uma hesitação por parte do Aloysio, eu fui talvez o instrumento que tirou a hesitação dele.” Em 1960, teve problemas com o presidente da Odeon, Bill Morris, que resultaram na sua saída da empresa. Após seu desligamento da gravadora, e com o financiamento da própria Odeon, fundou a Imperial, que vendia discos de porta em porta. A nova empresa de Midani teve uma boa participação no mercado e chegou até, em determinados momentos, a vender mais discos que a própria Odeon, tendo se estabelecido, posteriormente, em outros países latino-americanos, como Argentina, Venezuela, Peru e México. Com o grande sucesso da nova empreitada, Midani ganhou destaque no mercado e acabou convidado a instalar a Capitol no México e, posteriormente, em Los Angeles. Trabalhou na Capitol até 1968, quando foi convidado a exercer a presidência da Philips (atual Universal Music) no Brasil.
Midani recebeu um prazo de três anos para transformar a deficitária Philips numa empresa lucrativa, ou a mesma seria fechada. Quando chegou à empresa, contava com um cast de 155 artistas, que logo foi reduzido para 50, sendo mantidas as principais estrelas do selo, como Elis Regina, Caetano Veloso, Gal Costa, Gilberto Gil, Os Mutantes, Edu Lobo, Ronnie Von, entre outros. A direção do Departamento de Divulgação, Promoção e Marketing ficou a cargo de Armando Pittigliani, enquanto Roberto Menescal foi convidado a exercer a função de diretor artístico, porque Midani acreditava ser muito importante ter um músico nessa função.
O nome utilizado para a gravadora foi Phonogram, que posteriormente chamou-se Polygram (atual Universal Music), que na época era constituída pela Philips, dirigida por Roberto Menescal, e pela Polydor, dirigida por Jairo Pires. O cast da companhia foi reforçado por artistas como Maria Bethânia, Vinicius de Moraes, Toquinho, Tim Maia, MPB4, Chico Buarque, Jorge Ben (hoje conhecido como Jorge Ben Jor), Evaldo Braga, Luiz Melodia, Jards Macalé e Raul Seixas, entre outros.
Na década de 1970 um anúncio de duas páginas reunindo todo o elenco da gravadora teve grande destaque, pois nele estava a frase: “Só nos falta o Roberto... Mas também ninguém é perfeito!”, referindo-se a Roberto Carlos, artista do selo CBS. Midani ficou na presidência da empresa até 1976, quando foi convidado por Nesuhi Ertegün para montar a Warner no Brasil.
A gravadora começou a operar com 3% do mercado brasileiro. Após contratar para seu cast artistas como Elis Regina, Tom Jobim, Gilberto Gil, Belchior, Hermeto Pascoal, João Gilberto, Paulinho da Viola, Ney Matogrosso, Raul Seixas, Guilherme Arantes, Baby Consuelo (hoje Baby do Brasil), Oswaldo Montenegro, Pepeu Gomes, A Cor do Som, Banda Black Rio e As Frenéticas, entre outros, viu sua participação de mercado subir para 14%.
Na década de 1980, a gravadora resolveu apostar no rock brasileiro, contratando artistas como Lulu Santos e os grupos Titãs, Barão Vermelho, Ultraje a Rigor, Ira!, Inocentes, Kid Abelha, Camisa de Vênus, entre outros. Em 1983, levou a Warner também para a Argentina, e, em 1984, para o México. Em 1990, foi transferido para Nova York, onde assumiu o cargo de presidente da Warner para toda a América Latina.

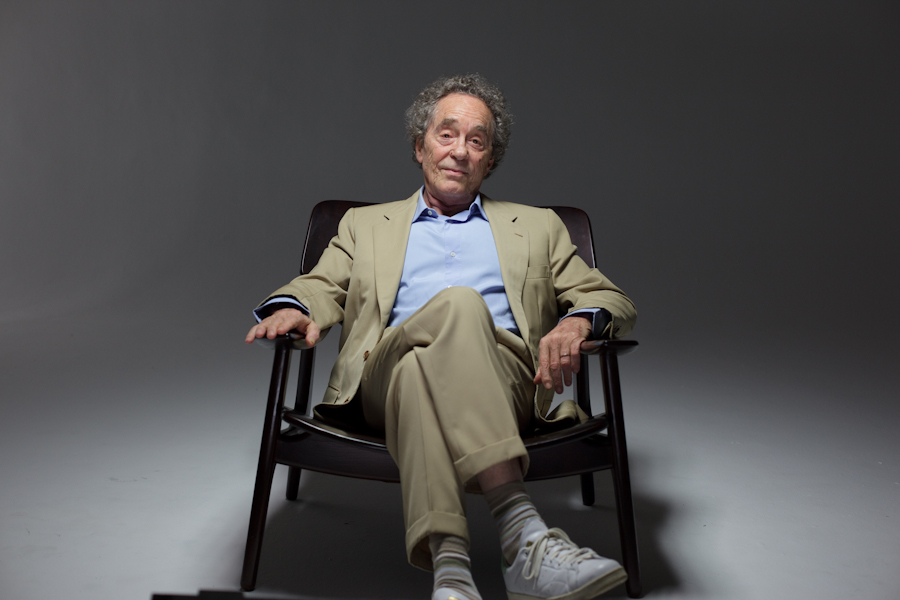
André em 2010

Na época, desenvolveu a Divisão para a América Latina da companhia nos Estados Unidos, fortalecendo a marca da gravadora em países como Argentina, México, Colômbia, Peru, Venezuela e Chile. Chegou a fazer parte do Conselho de Direção da gravadora na Itália e na Espanha, tornando-se, a partir do ano 2000, membro do Conselho Consultivo da Warner Music Internacional.
Em 2002, retornou ao Brasil, onde estabeleceu residência, passando a trabalhar na ONG Viva Rio. Convidado pelo ministro Gilberto Gil, exerceu o cargo de comissário-geral do “Ano do Brasil na França” no ano de 2005. Foi considerado, pela revista Billboard, uma das 90 pessoas mais importantes da história da indústria mundial de discos, além de ter sido eleito Homem do Ano no Midem 1999, membro do conselho da Federação Internacional dos Produtores de Discos (IFPI) e presidente da IFPI latino-americana.

## Morte
Midani faleceu em 14 de junho de 2019 na Casa de Saúde São Vicente, onde estava internado em decorrência de um câncer.

## Prêmios
- 2005 – Condecorado com a Légion d'honneur pelo governo francês.